# میتسوبیشی کلت

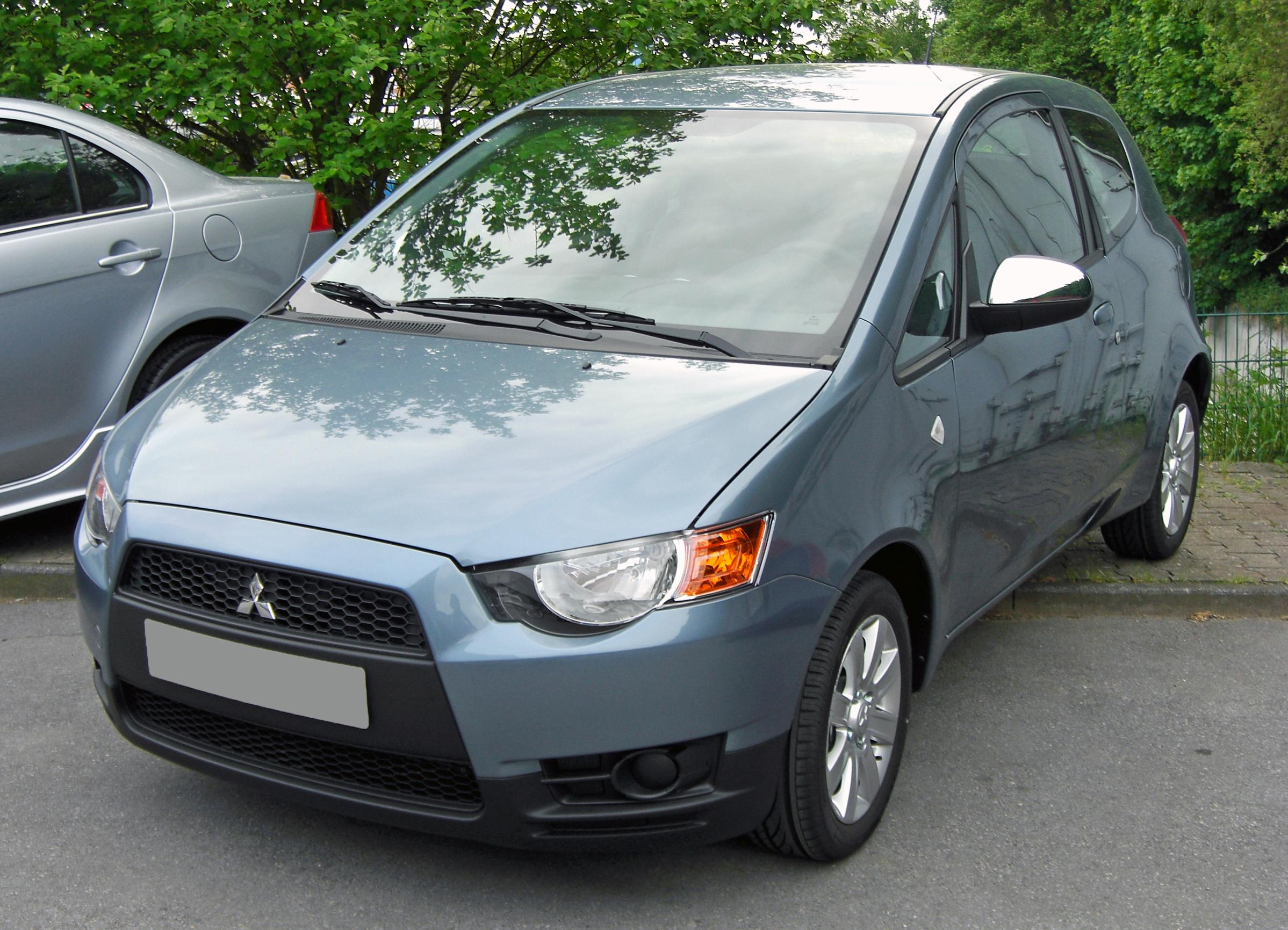

میتسوبیشی کلت (Mitsubishi Colt) خودرویی است که توسط شرکت میتسوبیشی از سال ۱۹۶۲ تا کنون تولید شده‌است.